# Justiça (filme de 2004)
Justiça é um documentário brasileiro de 2004 dirigido e escrito por Maria Augusta Ramos. Em 15 de março de 2017, a Associação Brasileira de Críticos de Cinema o elegeu como o 32.º melhor documentário brasileiro de todos os tempos.

## Prêmios
Melhor Filme
- Visions du Reel International Film Festival, na Suíça
- Taiwan Documentary International Film Festival
- Bordeaux International Festival of Women in Cinema, na França